# Geelrughoningzuiger
De geelrughoningzuiger (Aethopyga siparaja) is een honingzuiger, die wijd verspreid voorkomt in het oriëntaals gebied.

## Kenmerken
Deze vogel is 11 cm lang, het mannetje heeft een langere staart en is daardoor 12,5 cm. De geelrughoningzuiger lijkt sterk op de Temmincks honingzuiger die ook scharlakenrood is van boven. De geelrughoningzuiger heeft echter een zwarte staart met een metaalglans en een gele vlek op de stuit. De buik is groen tot grijs.
Het is de nationale vogel van Singapore.

## Verspreiding en leefgebied
De nominaat, A. s. siparaja komt voor op het schiereiland Malakka en Sumatra en Borneo. Daarnaast worden 14 ondersoorten beschreven die voorkomen van het Indisch Subcontinent via Indochina tot in de Filipijnen.
De geelrughoningzuiger komt algemeen voor in secondair bos, bosranden en agrarisch gebied.

### Ondersoorten
- A. s. seheriae: Himalaya heuvels van noordelijk India, westelijk Bangladesh.
- A. s. labecula: van de oostelijke Himalaya en Bangladesh door Myanmar (behalve het zuiden) tot noordwestelijk Laos en noordwestelijk Vietnam.
- A. s. owstoni: zuidoostelijk China.
- A. s. tonkinensis: zuidelijk China en noordoostelijk Vietnam.
- A. s. mangini: zuidoostelijk Thailand en centraal en zuidelijk Indochina.
- A. s. insularis: Dao Phu Quoc (nabij zuidelijk Cambodja).
- A. s. cara: zuidelijk Myanmar en noordelijk Thailand.
- A. s. trangensis: zuidelijk Thailand en noordelijk Maleisië.
- A. s. siparaja: zuidelijk Maleisië, Sumatra en Borneo.
- A. s. nicobarica: de Nicobaren.
- A. s. heliogona: Java.
- A. s. natunae: Natuna-eilanden (noordwestelijk van Borneo).
- A. s. flavostriata: noordelijk Celebes.
- A. s. beccarii: centraal en zuidelijk Celebes.

## Status
De geelrughoningzuiger heeft een enorm groot verspreidingsgebied en daardoor alleen al is de kans op uitsterven gering. De grootte van de populatie is niet gekwantificeerd. Er is geen aanleiding te veronderstellen dat de soort in aantal achteruit gaat. Om die redenen staan deze honingzuigers als niet bedreigd op de Rode Lijst van de IUCN.

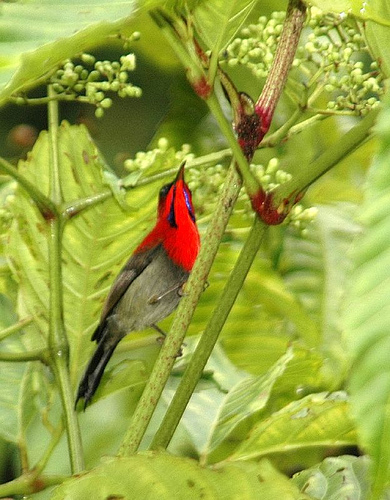
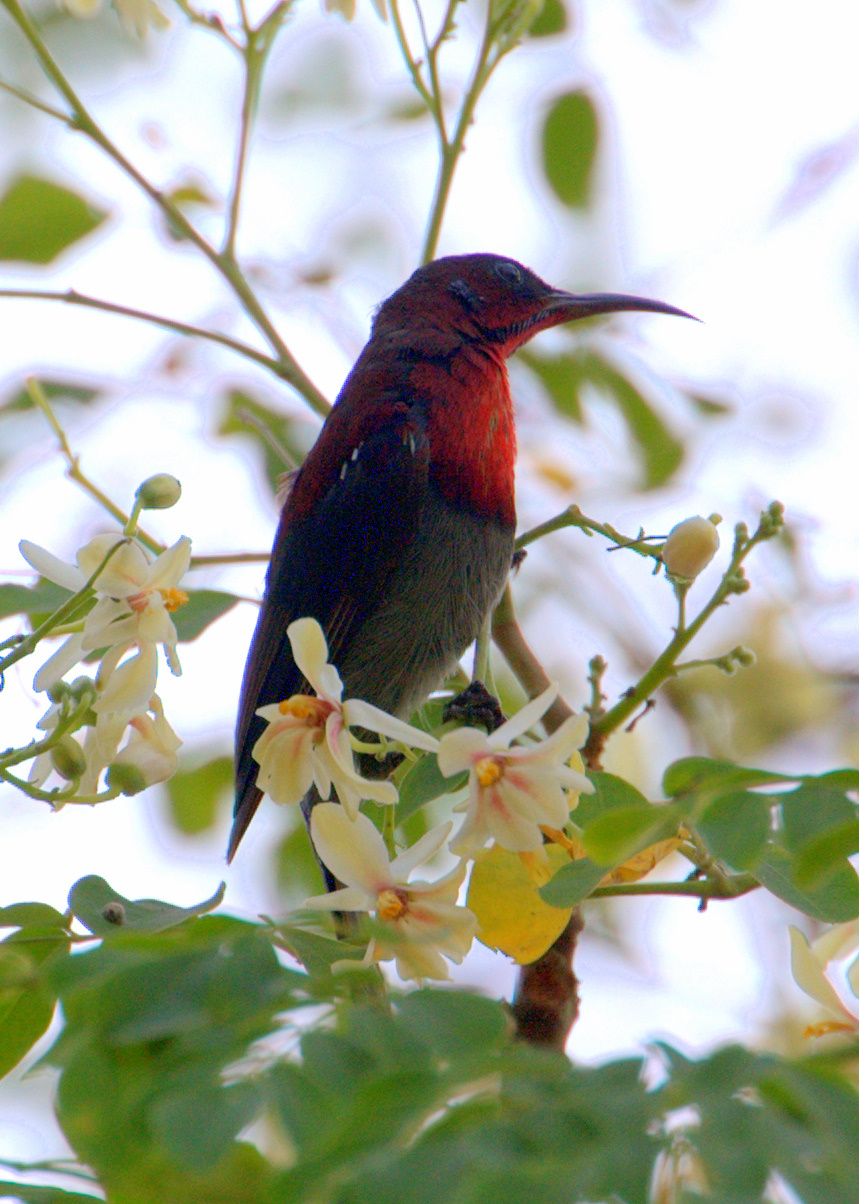
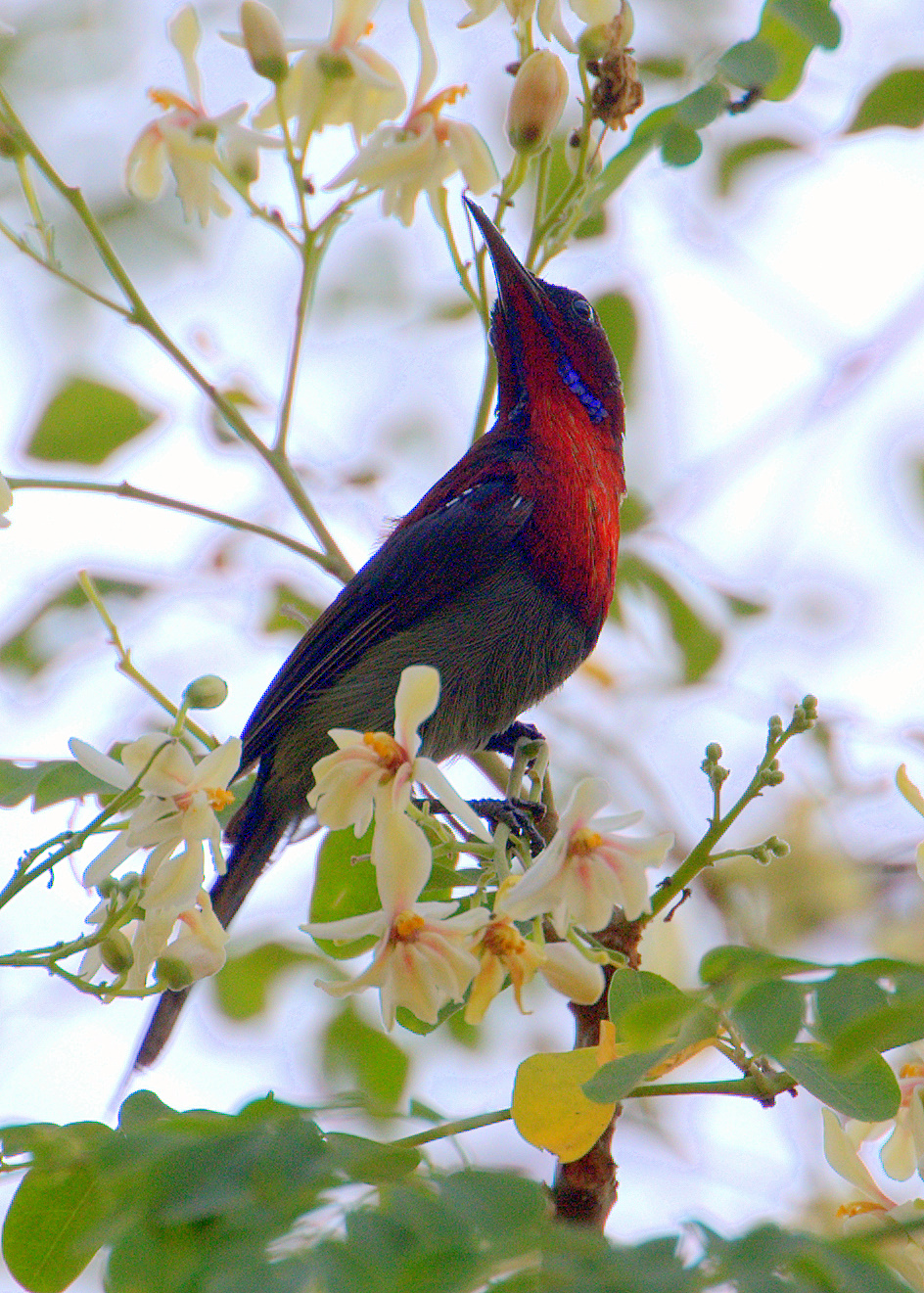